# Едуар Мане
Едуар Мане (фр. Édouard Manet; Париз, 23. јануар 1832 – Париз, 30. април 1883) био је француски сликар. Његов рад је инспирисао импресионисте, али он сам је одбио да се сврста у саме оквире импресионизма. Његов велики утицај на француску уметност, и генерално на развој модерне уметности, формиран је захваљујући његовом портретисању свакодневице, употребом једноставних и јасних боја и живе сликарске технике.

## Детињство и младост
Едуар Мане рођен је у Паризу 23. јануара 1832. године, и живео је у улици des Petits Augustins (данас rue Bonaparte) у имућној и добро повезаној породици. Његова мајка Јуџини-Дезире Фурније била је ћерка дипломата и кћерка шведског престолонаследника Шарла Бернадота, од кога потичу шведски монарси. Његов отац Аугуст Мане био је француски судија који је очекивао да ће Едуар наставити правну каријеру. Његов ујак Едмонд Фурније охрабрио га је да се бави сликањем и повео је младог Манеа у Лувр. Године 1841. уписао се у средњу школу, Collège Rollin. 1845. године, по савету свог ујака, Мане је уписао специјални курс цртања где је упознао Антонина Пруста, будућег министра ликовних уметности и каснијег пријатеља доживотног живота.
На предлог његовог оца, 1848. године отпловио је у Рио де Жанеиро. Након што је два пута пао на испиту за придруживање морнарици, његов отац је попустио својим жељама да се бави уметничким образовањем. Од 1850. до 1856. Мане је студирао код академског сликара Томаса Кутура. У своје слободно време Мане је копирао Старе мајсторе у Лувру.
Од 1853. до 1856. године Мане је посетио Немачку, Италију и Холандију, а за то време под утицајем холандског сликара Франса Халса и шпанских уметника Дијега Веласкеза и Франциска Гоје.

## Каријера
Мане је почео да слика свакодневне субјекте, жанровски, као што су били портрети старих просјака, уличних мангупа, људи у кафеима, или сцене шпанских коридских борби. Усвојио је директну, смелу сликарску технику у свом реалистичном третману материје субјекта. Године 1863, његова чувена слика Доручак на трави (данас се налази у музеју Орсе у Паризу), приказана је у Салону одбијених, новом изложбеном простору који је отворио Наполеон III, као одговор на протест уметника који су одбијени у званичном Салону. Ово Манеово платно које портретише пикник у шуми које укључује и нагу женску фигуру у седећем положају у друштву два обучена мушкарца, привукло је моментално огромну пажњу, али је буквално било дискредитовано од стране критике. Мане бива проглашен од стране младих уметника вођом, и постаје централна фигура у спору између академског сликарства са једне, и бунтовничке уметничке групе из тог времена, са друге стране. Мане ипак постаје признат од стране званичног Салона 1864. године, који му признаје две слике, и 1865. године он излаже „Олимпију“, портрет наге жене базиран на Тицијановој прикази Венере. Ова слика поново изазива велику пажњу, и протест академских кругова због такозваног „неортодоксног реализма“.
Француски писац Емил Зола је 1866. године дао врло позитивне критике Манеове уметности у француском листу „Фигаро“ и убрзо је постао Манеов блиски пријатељ. Убрзо му се придружила и група младих француских импресиониста — Едгар Дега, Клод Моне, Огист Реноар, Алфред Сисли, Камиј Писаро и Пол Сезан, који су били инспирисани Манеовом уметношћу и који је за узврат утицао на њих у употреби светлијих боја и наглашавању ефеката светлости. Мане је служио као официр у француској војсци од 1870. до 1871. године током француско - пруског рата. Уметничко признање је добио тек у касним годинама, када су његови портрети постали изузетно тражени. Једна од његових последњих слика Бар у Фоли Бержеру изложена је у Салону 1882. године и његов стари пријатељ, који је у то време био министар Примењених уметности, доделио му је Орден легије части. Мане је умро у Паризу 30. априла 1883. године. Оставио је, поред многобројних акварела и пастела, 420 уља на платну.

### Доручак на трави
Главни рани рад је Доручак на трави (Le déjeuner sur l'herbe), изворно Le Bain. Паришки салон одбацио га је за изложбу 1863. године, али је Манe пристао да га изложи на Салону одбијених, који је био паралелна изложба званичном Салону, као алтернативну изложбу у Елизејској пољани. Salon des Refusés покренуо је цар Наполеон 3. као решење проблематичне ситуације која је настала пошто је Селекциони одбор Салона те године одбацио 2.783 слике. Сваки сликар могао би да одлучи да ли ће искористити прилику да изложи на Салону одбијених, а мање од 500 одбачених сликара се одлучило за то.

### Олимпија
Као и у случају Доручка на трави, Мане је поново парафразирао цењено дело ренесансног уметника на слици Олимпија (1863), акт је приказан у стилу који подсећа на ране студијске фотографије, али чија је поза почивала на Тицијановој Венери из Урбина (1538). Слика такође подсећа на слику Голе Маје (1800) Франсиска Гоје.
Тело Олимпије, као и њен поглед, неславно су конфронтативни. Она пркосно гледа како јој слуга нуди цвеће од једног од њених удварача. Иако јој рука почива на нози, скривајући подручје стидне регије, помињање традиционалних женских врлина је иронично; појам скромности у овом раду очигледно не постоји. Исто тако, будна црна мачка у подножју кревета погоди сексуално бунтовну ноту за разлику од оног спаваћег пса у Тицијановом портрету богиње на његовој Венери из Урбина.

### Рат
Манеов одговор на савремени живот обухватио је радове посвећене рату, на теме које се могу сматрати ажурираним тумачењима жанра „историје сликарства“. Прво такво дело била је Битка код Чербурга и Алабаме (1864), морски окршај познат под називом Битка за Чербург из Америчког грађанског рата која се одиграла крај француске обале, а вероватно је уметник томе сведочио.
Следећа је била занимљивост француске интервенције у Мексику; од 1867. до 1869. Мане је насликао три верзије погубљења цара Максимилијана, догађај који је изазвао забринутост у вези са француском спољном и унутрашњом политиком. Неколико верзија Погубљења спадају међу највеће Манеове слике, што сугерише да је тема била она коју је сликар сматрао најважнијом. Његова тема је погубљење мексичке ватрене јединице хабзбуршког цара коју је поставио Наполеон Трећи. Ни слике, ни литографија предмета нису смеле бити приказане у Француској. Као оптужница за формализовано клање, слике се осврћу на Гоју, и предвиђају Пикасову Гернику.

## Смрт
У априлу 1883. лево стопало му је ампутирано због гангрене, услед компликација од сифилиса и реуме. Умро је једанаест дана касније, 30. априла у Паризу. Сахрањен је на гробљу Паси у граду.

## Наслеђе
Манеова јавна каријера трајала је од 1861. године, године његовог првог учешћа на Салону, па све до његове смрти 1883. Манеово укупно дело, које су каталоговали историчар уметности Дени Руар и трговац уметности Данијел Вилденштајн 1975, чини: 430 уља, 89 пастела и више од 400 других радова на папиру.
Иако су га оштро осуђивали критичари који су му замерали недостатак уобичајене завршнице, Манеов рад је од почетка имао обожаватеље. Један од њих био је Емил Зола, који је 1867. године написао: „Нисмо навикли да гледамо тако једноставне и директне преводе стварности. Тада, као што рекох, постоји таква изненађујуће елегантна неспретност... Заиста је шармантно искуство размишљати о овоме као блиставој и озбиљној слици која природу тумачи као благу бруталност."
Мало уметника је било толико контроверзно у своје време као Едуар Мане. Године 1876, на пример, бранио се од оптужби клеветника да је уништио традиционална правила сликања. Али, у стварности, велики део његових слика има претходнике у делима старих мајстора; Доручак на трави, инспирисан је Рафаелом и Ђорђоном; Олимпија Тицијановом Урбинском Венером; Стари музичар (1861–62; Национална галерија у Вашингтону) Веласкезом; и Ле Бон Бок према ликовима Франса Халса који пију и пуше. Није се устручавао да позајми тему из ремек дела или да у једном платну комбинује елементе које је преузео из различитих извора; тако, Риболов у Сант-Уану („La Pèche” око 1858; Музеј Метрополитен у Њујорку) подсећа на Лов и риболов Анибалеа Карачија и Рубенсов Пејзаж са дугом и парком замка де Стин. Манеов непроцењиви допринос уметности предмодерног периода произлази из чисте линеарности, плошних волумена и оштрих контраста светла и сенке, затим осећајног и слободног потеза четкицом, којим је подражавао Велазкеза и Франса Халса. Важност његовог дела за европску уметност такође је у изузетно интелигентном стилу — стилу који је истовремено антиинтелектуалан и веома модеран, оживљен учењима са дрвореза старих јапанских мајстора. Француски авангардни сликари су у уметности Азије налазили неке од особина за којима су трагали у сопственим делима. У свим овим аспектима Мане је био претеча модерне уметности. Манеова свесна „присвајања” дела старијих уметника, настала, понекад, да би им одао почаст, а други пут да би исказао свој ироничан став према њима, постала су основна стратегија постмодернистичких уметника.

### Продаја слика
Манеова слика, Le Printemps (1881), продата је музеју J. Paul Getty Museum за 65,1 милион долара, постављајући нови рекорд за аукцију за Манеа, што је премашило процену пре-продаје од 25–35 милиона долара 5. новембра 2014. Претходни рекорд аукције држао је Аутопортрет с палетом који је 22. јуна 2010. године продат за 33,2 милиона долара.